# Pietro La Fontaine
Pietro La Fontaine, né le 29 novembre 1860 à Viterbe dans le Latium et mort le 9 juillet 1935 à Venise, est un cardinal italien.

## Biographie
La Fontaine étudie à Viterbe. Son père est d'origine suisse. Après son ordination il fait du travail pastoral dans le diocèse de Viterbe et y est professeur et recteur au séminaire et chanoine à la cathédrale. Il est élu évêque de Cassano allo Ionio en 1906 et nommé administrateur apostolique de San Marco e Brisignano en 1909. En 1910 il est élu évêque titulaire de Carystus (de) et exerce des fonctions au sein de la Curie romaine, comme secrétaire de la Congrégation des rites. Il est promu patriarche de Venise en 1915.
Le pape Benoît XV le crée cardinal lors du consistoire du 4 décembre 1916. Le cardinal La Fontaine participe au conclave de 1922, lors duquel Pie XI est élu et La Fontaine lui-même est un des papabile.
Le patriarche La Fontaine meurt le 9 juillet 1935 à l'âge de 74 ans. Une procédure pour sa béatification est introduite.

## Succession apostolique
Pietro La Fontaine a ordonné les évêques suivants :
- Cardinal Celso Costantini (1921)
- Évêque Isidoro Sain (pl), O.S.B. (1926)
- Archevêque Giovanni Costantini (it) (1929)
- Évêque Giovanni Jeremich (de) (1929)
- Archevêque Mario Vianello (it) (1931)
- Archevêque Pietro Tagliapietra (it) (1931)

### Articles liés
- Liste des cardinaux créés par Benoît XV
- Liste des patriarches de Venise